# Helictotrichon armeniacum
Helictotrichon armeniacum är en gräsart som först beskrevs av Boris Konstantinovich Schischkin, och fick sitt nu gällande namn av Aleksandr Alfonsovitj Grossgejm. Helictotrichon armeniacum ingår i släktet Helictotrichon och familjen gräs. Inga underarter finns listade i Catalogue of Life.